# عثمان كافالا
عثمان كافالا (مواليد 2 أكتوبر 1957) هو رجل أعمال وناشط تركي. دعم كافالا العديد من منظمات المجتمع المدني منذ أوائل التسعينيات. وهو مؤسس ورئيس مجلس إدارة معهد الأناضول الثقافي، وهي منظمة فنية وثقافية غير ربحية مقرها في إسطنبول. في عام 2019، حصل على جائزة التراث الأثري الأوروبي الحادي والعشرين من الرابطة الأوروبية لعلماء الآثار لجهوده في حماية وحفظ نماذج مهمة من التراث الثقافي المعرض للخطر في تركيا. في عام 2019، حصل أيضًا على جائزة عائشة نور زاراكولو السابعة عشرة لحرية الفكر والتعبير من فرع جمعية حقوق الإنسان في إسطنبول.
في 18 أكتوبر 2021، استدعت وزارة الخارجية التركية سفراء 10 دول لدى أنقرة بينها الولايات المتحدة وألمانيا وفرنسا بسبب بيان مشترك أصدرته بخصوص محاكمة عثمان كافالا المتهم بالتورط في محاولة الانقلاب سنة 2016.

## النشأة والتعليم
ينحدر كافالا من عائلة من تجار التبغ. انتقلت عائلته من شمال اليونان إلى تركيا في عام 1923 في إطار اتفاقية التبادل السكاني بين اليونان وتركيا.
التحق كافالا بكلية روبرت في إسطنبول. درس الإدارة في جامعة الشرق الأوسط التقنية في أنقرة، والاقتصاد في جامعة مانشستر في المملكة المتحدة. بدأ برنامج الدكتوراه في المدرسة الجديدة للبحوث الاجتماعية في نيويورك، لكنه عاد إلى إسطنبول عندما توفي والده عام 1982.
بعد وفاة والده، تولى إدارة شركات مجموعة كافالا المملوكة للعائلة.

## أنشطة النشر
بدءًا من أوائل الثمانينيات، ساهم كافالا في إنشاء العديد من شركات النشر في تركيا. بعد الانقلاب العسكري عام 1980، في عام 1983، شارك في تأسيس دار النشر «منشورات الاتصالات» (İletişim Yayınları). في عام 1985، شارك في تأسيس (Ana Publishing) مع نزار بيوم وصلاح الدين بيازيت، والتي نشرت موسوعة أنا بريتانيكا التركية (النسخة التركية من موسوعة أنا بريتانيكا التركية). كافالا حاليًا عضو في مجلس إدارة دار نشر أراس.

## أنشطة المجتمع المدني
منذ التسعينيات، ساهم كافالا في العديد من منظمات المجتمع المدني في تركيا. في عام 1984، شارك في تأسيس «جمعية خدمات الثقافة والفنون العلمية» (BILSAK)، والتي عززت المناقشات حول النوع الاجتماعي والبيئة. ساهم في إنشاء العديد من المنظمات غير الحكومية التي بدأت في التسعينيات. وتشمل «المؤسسة التركية لمكافحة تآكل التربة من أجل إعادة التشجير وحماية الموائل الطبيعية» (TEMA)، وجمعية مواطني هلسنكي، و مركز الديمقراطية والمصالحة في جنوب شرق أوروبا. لقد كان جزءًا من مجلس إدارة المؤسسة التركية للسينما والثقافة السمعية والبصرية (TÜRSAK)، و مؤسسة الدراسات الاقتصادية والاجتماعية التركية (TESEV)، و جمعية حماية التراث الثقافي (KMKD)، ومركز Truth Justice Memory، و مؤسسة تاريخ تركيا. ومن المعروف أيضًا أن كافالا من رعاة منظمة العفو الدولية. شارك بنشاط في تطوير مساحات الثقافة، وهو مشروع يهدف إلى تعزيز ودعم الأنشطة الثقافية في إزمير وديار بكر وعنتاب. تم إطلاق المشروع من قبل معهد جوته، و القنصلية العامة للسويد في إسطنبول، و سفارة هولندا والمعهد الفرنسي في تركيا، بالتعاون مع معهد الأناضول الثقافي ومؤسسة إسطنبول للثقافة والفنون (IKSV).
منذ عام 2002، أمضى الكثير من الوقت في العمل في المؤسسة الخيرية معهد الأناضول الثقافي، التي هو مؤسسها ورئيسها الحالي. تدير معهد الأناضول الثقافي مراكز ثقافية في المناطق المتخلفة من تركيا وتعزز التعاون الثقافي مع دول في منطقتي القوقاز والبلقان وكذلك دول الاتحاد الأوروبي. تدعم المنظمة التعاون المحلي والإقليمي والدولي في الفنون والثقافة، وتشجع على حماية التراث الثقافي والحفاظ عليه. رؤيتها هي المساهمة في مجتمع تعددي وديمقراطي. وتشمل مبادراتها مركز ديار بكر للفنون (منذ 2002)، و مركز كارس للفنون (2005-2009)، و ديبو في إسطنبول، إضافة إلى استضافة المعارض والمحادثات والعروض وورش العمل.
كان كافالا أحد الأعضاء المؤسسين لمؤسسة المجتمع المفتوح في تركيا، وهي شبكة دولية لتقديم المنح أنشأها الملياردير الأمريكي المجري جورج سوروس. في عام 2018، أوقفت المؤسسة جميع أنشطتها في تركيا. في محادثة مع الصحفي شيرين بايزين، قال كافالا إنه «يحترم سوروس» وأن «وجهات نظرنا تتداخل في قضايا مثل الأداء السليم للمؤسسات القانونية، وحماية وتوسيع الحقوق المدنية، ودعم منظمات المجتمع المدني والمدافعين عن الحقوق، وسياسات الهجرة». وأضاف أن «وجهات نظره حول سياسات المساواة في المجالين الاجتماعي والاقتصادي مختلفة» وأنه انتقد بعض أنشطة المؤسسة في بعض الدول. ووجه الرئيس رجب طيب أردوغان انتقادات إلى كافالا، قائلاً: «تظهر روابط الشخص الذي يسمونه» سوروس تركيا الأحمر«، واتهم كافالا بالمسؤولية عن احتجاجات منتزه غيزي عام 2013، و» تحويل أموال كبيرة إلى أماكن معينة". في مقال رأي نُشر في صحيفة نيويورك تايمز، يقول كافالا: "يبدو أنني قد ألقيت في هذه الرواية لأنني كنت عضوًا في مجلس إدارة مؤسسة المجتمع المفتوح في تركيا وبسبب دعمي المفتوح - وإن لم يكن ماليًا - لمؤسسة حملة لحماية حديقة غيزي.

## الاعتقال وقضية المحاكمة
في 18 أكتوبر 2017، اعتُقل عثمان كافالا في مطار إسطنبول أتاتورك بعد زيارته إلى غازي عنتاب من أجل مشروع مشترك مع معهد جوته. في 25 أكتوبر 2017، اتّهمته صحيفة دايلي صباح، المقربة من حكومة أردوغان، بأنه «رجل أعمال ذو خلفية مشبوهة» وأن لديه اتصالات مع «جماعة كولن الإرهابية» (جماعة كولن).
في 1 نوفمبر 2017، تم القبض عليه بموجب المادة 309 والمادة 312 من قانون العقوبات التركي. المادة 309 («محاولات إلغاء أو استبدال أو منع تنفيذ، بالقوة والعنف، النظام الدستوري لجمهورية تركيا») تتعلق بتحقيق في محاولة الانقلاب التركية عام 2016، والمادة 312 («استخدام القوة والعنف، لإلغاء حكومة جمهورية تركيا أو لمنعها جزئيًا أو كليًا، من أداء واجباتها») تتعلق بالتحقيق في احتجاجات حديقة غيزي.
كتب السياسي الألماني دانيال كوهين-بنديت، في رسالة عامة إلى عثمان كافالا في 29 مارس 2018 يقول فيها، «أحاول أن أفهم سبب اعتقالك، لكن لا يمكنني أن أستوعبه. (...) من الصعب تصور السبب وراء ذلك. (...) أنا مقتنع بأن الديمقراطية ستنتصر، وسنكون قادرين قريبًا على نخب مستقبلنا المشترك عن طريق مضيق البوسفور. أنا في انتظارك في فرانكفورت».
فيما يتعلق بالمادة 312 أو حديقة غيزي كما هو مشار إليه في الصحافة، تم قبول لائحة اتهام جنائية تسعى إلى السجن مدى الحياة لكافالا و 15 شخصًا آخر، بما في ذلك الصحفي جان دوندار والممثل مميت علي ألبورا، في 4 مارس 2019 من قبل محكمة العقوبات الثقيلة الثلاثين في إسطنبول. وتتهم لائحة الاتهام المتهمين بتكوين العقل المدبر وراء كواليس احتجاجات حديقة جيزي التي وصفت في هذه الوثيقة بـ «محاولة قلب نظام الحكم بالعنف». كما تزعم لائحة الاتهام أن جورج سوروس كان وراء المؤامرة. كان من المقرر أن تبدأ المحاكمة في 24 يونيو 2019. لم يصدر الحكم في ما يسمى بمحاكمة غيزي إلا في 18 فبراير 2020، عندما تمت تبرئة كافالا.
في 18 فبراير 2020، بعد ساعات من تبرئته من المادة 312، طالب المُدّعي العام في إسطنبول باستمرار احتجاز كافالا بسبب المادة 309، على الرغم من أن مكتب المدعي العام في إسطنبول أمر بالإفراج عنه في 11 أكتوبر 2019، بعد صدور حكم بالإفراج قبل المحاكمة عن المادة 309. في 19 فبراير 2020، تم القبض عليه مرة أخرى بسبب المادة 309. تمت تبرئته من المادة 309 بتاريخ 20 مارس 2020.
في 9 مارس 2020، ألقي القبض على كافالا بموجب المادة 328 («تأمين المعلومات التي، بحكم طبيعتها، يجب أن تبقى سرية لأسباب تتعلق بالأمن أو المصالح السياسية المحلية أو الخارجية للدولة، لغرض التجسس السياسي أو العسكري»). حدث هذا الاعتقال قبل يوم واحد فقط من أن يصبح حكم المحكمة الأوروبية لحقوق الإنسان بشأن حبس كافالا الاحتياطي نهائيًا في 10 مارس. نص هذا الحكم على عدم وجود أدلة كافية لدعم الاتهامات الموجهة لكافالا وأن «موقف الادعاء يمكن اعتباره على أنه تأكيد لتأكيد مقدم الطلب أن الإجراءات المتخذة ضده اتبعت غرضًا خفيًا، ألا وهو إسكات ناشط في المنظمات غير الحكومية ومدافع عن حقوق الإنسان، لثني الأشخاص الآخرين عن المشاركة في مثل هذه الأنشطة وشل المجتمع المدني في البلاد». كما طلبت من الحكومة التركية «اتخاذ كل الإجراءات اللازمة لوضع حد لاحتجاز مقدم الطلب وتأمين الإفراج عنه على الفور».
عثمان كافالا موجود في سجن سلوري منذ 1 نوفمبر 2017. بعد صدور حكم المحكمة في 20 مارس، تم القبض عليه 3 مرات، وبرئ مرتين من نفس الجريمة المتعلقة بالمادة 309. صرح المدير التنفيذي لـ هيومن رايتس ووتش كينيث روث أن «إعادة القبض الفوري على عثمان كافالا في تحقيق مزيف آخر بعد تبرئته من تهم ملفقة بشأن احتجاجات حديقة غيزي يُظهر كيف يتم التلاعب بنظام العدالة الجنائية في تركيا، مع متابعة الاحتجاز والمحاكمات التي تتم على أساس النزوة السياسية للرئيس».
بعد القرار الذي أصدرته لجنة وزراء مجلس أوروبا في 3 سبتمبر 2020، طالبت لجنة الحقوقيين الدولية ومنظمة هيومن رايتس ووتش ومشروع دعم التقاضي بشأن حقوق الإنسان في تركيا السلطات التركية بالإفراج الفوري عن المدافع عن حقوق الإنسان عثمان كافالا، الذي تم اعتقاله وبراءته منذ مارس 2020. في سبتمبر 2021، منحت لجنة وزراء مجلس أوروبا تركيا حتى ديسمبر 2021 للإفراج عن كافالا قبل بدء إجراءات الانتهاك ضد تركيا.

## الحياة الشخصية
تزوج عائشة بوغرا عام 1988. بوغرا أستاذة الاقتصاد السياسي في معهد أتاتورك للتاريخ التركي الحديث بجامعة بوغازجي في إسطنبول.